# Њуарк (Арканзас)
Њуарк (енгл. Newark) град је у америчкој савезној држави Арканзас.

## Демографија
По попису из 2010. године број становника је 1.176, што је 43 (-3,5%) становника мање него 2000. године.
| Група             | 2000.         | 2010.         |
| Белци             | 1.170 (96,0%) | 1.114 (94,7%) |
| Афроамериканци    | 8 (0,7%)      | 17 (1,4%)     |
| Азијати           | 6 (0,5%)      | 0 (0,0%)      |
| Хиспаноамериканци | 11 (0,9%)     | 29 (2,5%)     |
| Укупно            | 1.219         | 1.176         |